# Château de Castelbon
Ne pas confondre avec le château de Castelbon, fief des vicomtes de Castelbon, sur la commune de Montferrer i Castellbò en Espagne.
Le château de Castelbon se trouve sur la commune de Betchat, dans le département de l'Ariège, en France.

## Situation
Situé au nord-est du village, à l'est du hameau de Hourtigué, le château est desservi depuis la RD 35 et le Lens passe en contrebas. C'est une propriété privée qui ne se visite pas.

## Historique

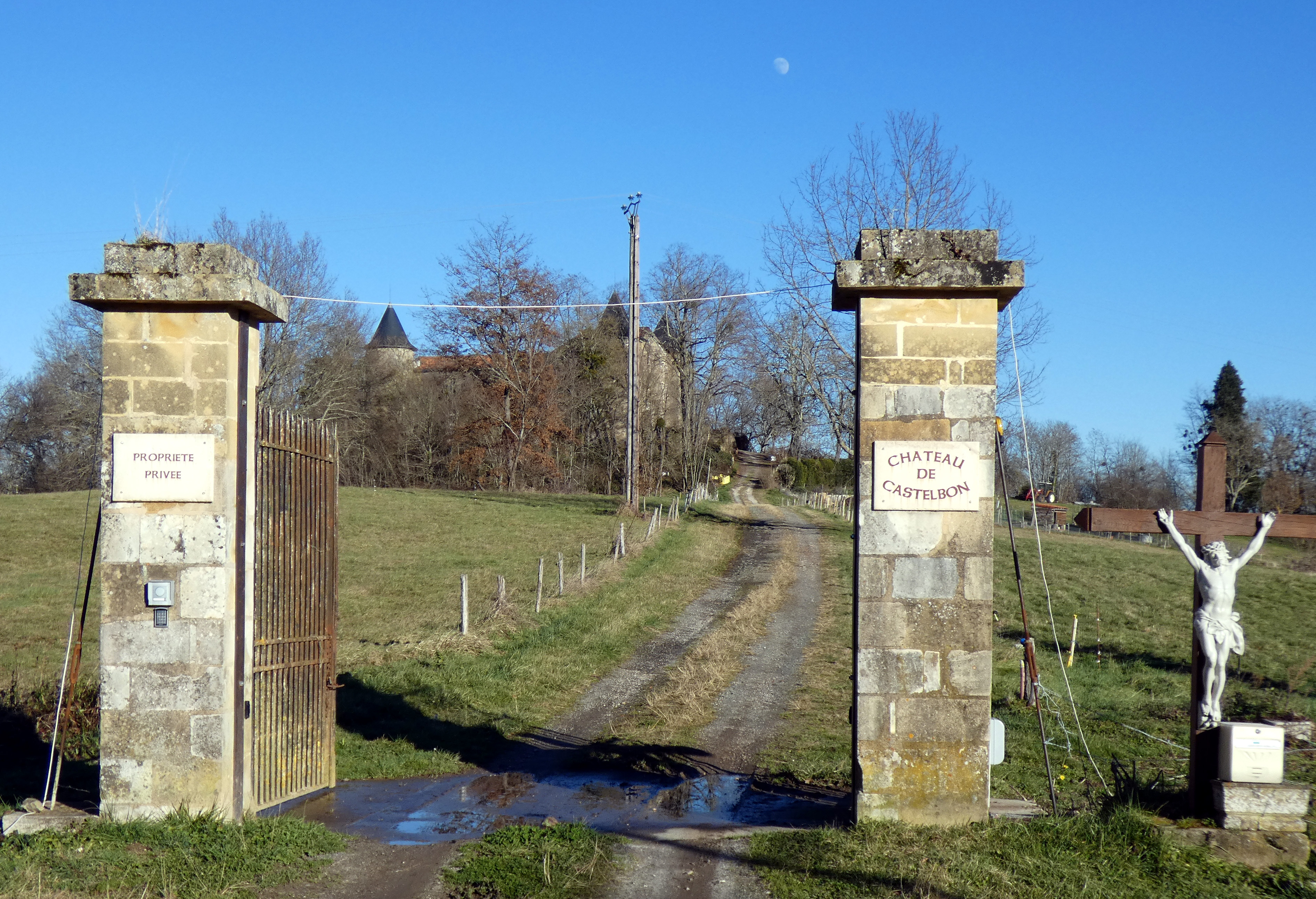
L'entrée du château

En 1211, lors du premier siège de Toulouse, est tué Raimond At de Castelbon (Ramon At de Castelbo), seigneur de Castelbon et vassal du comte de Comminges.
En limite du comté de Foix et du comté de Comminges, ce château est mentionné au XIVe siècle, lorsque Roger de Comminges (?) prend le titre de baron de Roquefort en 1394 et devient seigneur de Castelbon. Son fils ainé Pierre Raymond de Comminges épouse Marguerite de Peyrepertuse en 1421 et ont deux enfants, Roger II et Roger III. Ce dernier épouse Alix de Rivière en 1468 et naîtront trois enfants dont Isabelle de Comminges. En 1490, le vicomte de Joyeuse épouse Isabelle qui apporte la demeure en dot[réf. souhaitée].
Vers 1556, le château quitte la famille de Comminges Roquefort et de Joyeuse pour être cédé à Pierre de Bertier, ainsi devenu seigneur de Castelbon au milieu du XVIe siècle[réf. souhaitée].
Du XVIIe au XXIe siècle, le château voit se succéder de nombreux propriétaires, notamment la famille Saint-Jean de Pointis dont Jean-Jacques rend hommage pour son château le 2 Juillet 1723. Son fils est François Joseph de Saint-Jean (1744-1826), qui, après avoir participé à la guerre d'indépendance des États-Unis de 1775 à 1783, deviendra maréchal de camp en septembre 1792. Retiré au château, il devient maire de Betchat sous la Restauration.
Jean-Pierre Charles de Hys s'installe au château en 1824, puis Luillier en 1902, qui y menait grand train et de nombreuses fêtes. La propriété devient en 1953 une ferme-modèle avec Gilbert Tocanier, qui érige de nombreuses dépendances. Se succèdent ensuite le comte de Fumel, en novembre 1959, marié avec Lucienne Fernande Granger, dont le buste est présent. Puis Sanger en septembre 1993, antiquaire anglais qui emploie le château pour vendre des objets mis en situation. Johannes Van Diepen, en mai 1996, avocat hollandais, tente ensuite d'y animer un hôtel-restaurant. Martine et Michel Vrinat l'acquièrent en Juillet 2006.

## Description
C'est une demeure massive avec un plan en U dotée de quatre tours aux extrémités dont deux tours carrées, côté sud et deux tours rondes au nord dont une crénelée avec terrasse. La façade sud était autrefois protégée par barbacane, muraille, avec fosse et pont-levis. Construites ultérieurement, deux ailes à l’est et à l’ouest, terminées par les deux tours rondes qui ont conservé archères et trous de couleuvrine, agrandirent la forteresse. De nouvelles ouvertures furent percées aux XVIe et XVIIIe siècles[réf. souhaitée].

## Valorisation du patrimoine
Fin 2008, des animations culturelles ponctuelles ont été organisées,.